# 관현
관현(灌賢, ? ~ ?)은 전한 중기의 제후로, 개국공신 관영의 손자이다.

## 생애
원광 2년(기원전 133년), 임여후(臨汝侯)에 봉해져 관강을 끝으로 끊겨 있었던 집안의 작위를 이었다.
원광 4년(기원전 131년) 여름, 승상 전분이 연강왕의 딸과 혼인하여 축하 잔치가 벌어졌고, 관현 또한 참석하였다. 동석한 관부가 술잔을 돌려 관현의 차례가 되었는데, 이때 관현은 정불식과 귓속말을 하고 있었고, 또 자리에서 일어나지도 않았다. 관부는 분을 참지 못하고 관현을 꾸짖었고, 흥이 깨져 잔치를 파하고 말았다. 관부는 이 일로 형리에게 넘겨져 주살되기에 이르렀다.
원삭 5년(기원전 124년), 죄를 지어 작위가 박탈되었다. 죄목이 《사기》와 《한서》에 각각 다르게 기록되어 있는데, 사기에서는 뇌물을 받았기 때문이라고, 한서에서는 아들이 사람을 다치게 하고 또 범죄자를 숨겨주었기 때문이라고 한다.

## 출전
- 사마천, 《사기》 권18 고조공신후자연표·권95 번역등관열전·권107 위기무안후열전
- 반고, 《한서》 권16 고혜고후문공신표·권41 번역등관부근주전·권52 두전관한전

| 전임 양무해 | 전한의 임여후 기원전 133년 ~ 기원전 124년 | 후임 (봉국 폐지) |